# گنجی (دوره)
گنجی (به ژاپنی: 元治 Genji) نام عصر ژاپنی بعد از بونکیو (دوره) و قبل از کیئو (دوره) بود. این دوره از مارس ۱۸۶۴ تا آوریل ۱۸۶۵ ادامه داشت. در این دوره امپراتور کومی امپراتور ژاپن بود.